# Cybianthus sipapoensis
Cybianthus sipapoensis là một loài thực vật có hoa trong họ Anh thảo. Loài này được Pipoly & G.Agostini mô tả khoa học đầu tiên năm 1988.